# 塩対応の佐藤さんが俺にだけ甘い
『塩対応の佐藤さんが俺にだけ甘い』（しおたいおうのさとうさんがおれにだけあまい）は、猿渡かざみによる日本のライトノベル。公式略称は『塩甘』。ガガガ文庫（小学館）にて2019年12月から刊行されている。イラストはAちきが担当している。2019年6月から『小説家になろう』で『塩対応の佐藤さん、この前ナンパから助けてからなんか俺にだけメチャクチャ甘くない？』として連載を開始した作品で、書籍化に伴って現タイトルに改題されたが、2021年3月に作者都合により削除されている。また、舞台となる年も、原作では2020年（高校2年生時）となっていたが、コミカライズ版では20XX年となっている。
メディアミックスとして、『マンガワン』および『裏サンデー』（共に小学館）にて鉄山かやによるコミカライズが2020年5月から連載されている。
2021年8月にはYouTubeの「ガガガ文庫公式チャンネル-ガガガch!!!」にてボイスコミックが配信された。

## あらすじ
佐藤こはるは学校で知らない人はいないほどの美少女で、誰に対してもそっけない態度で接していたことから”塩対応の佐藤さん”と呼ばれていた。押尾颯太は自身が働くカフェで数人の男子大学生に絡まれていたこはるを助けたことから彼女と親しくなり、誰にでも塩対応だった彼女の意外な一面を知った。颯太は自身の初恋相手であるこはると二人きりで話せたことに幸福感を感じていたが、実はこはるの初恋相手も颯太であった。

## 登場人物
声の項はオーディオブックの担当声優。
押尾颯太（）
声 - ランズベリー・アーサー
高校2年生の男子生徒。こはるの想い人で初恋相手でもある。実家で経営しているカフェ店「cafe tutuji」でアルバイトをしている。店の宣伝のためにミンスタグラムを利用しており、フォロワーは5000人以上。
佐藤こはる（）
声 - 稗田寧々
高校2年生の女子生徒。颯太の想い人で初恋相手でもある。誰にでも塩対応で接するのは極度の人見知りからくるものであり、他人に興味がないわけではない。こはるもミンスタグラムを利用しているが、撮影のセンスは壊滅的である。
三園蓮（）
声 - 米内佑希
高校2年生の男子生徒で颯太の親友。颯太曰く、「性格が悪く、あらゆることにルーズだが女性にはモテる」とのこと。
須藤凜香（）
声 - 望田ひまり
こはるの従姉妹で中学3年生。意地悪で強引な面があるが、今まで恋愛経験がなかったこはるのことを心配している。こはるより年下だがこはるのことを呼び捨てにしている。
三園雫（）
声 - 柳田カンナ
蓮の姉で古着屋「MOON」の店員。
根津麻世（）
声 - 小田切優衣
雫の友人で雑貨屋「hidamari」の店員。
押尾清左衛門（）
声 - 藤井隼
颯太の父で、カフェ店「cafe tutuji」の店長。妻は既に他界しており、男手1つで颯太を育ててきた。
佐藤和玄（）
声 - 小田柿悠太
こはるの父でサラリーマン。

## 評価
小説第1巻が「ラノベニュースオンラインアワード2019年12月刊」の投票アンケートで「総合部門」「萌えた部門」「新作総合部門」「新作部門」の4部門にそれぞれ選出されている。『ラノベ好き書店員大賞2020』では文庫部門第8位を獲得している。『みんなが選ぶ!!電子コミック大賞2022』では本作のコミカライズが男性部門賞を受賞している。2024年4月時点で電子版を含めたシリーズ累計部数は120万部を突破している。

## 既刊一覧

### 小説
- 猿渡かざみ（著）・Aちき（イラスト）、小学館〈ガガガ文庫〉、既刊12巻（2025年8月20日現在）
  - 『塩対応の佐藤さんが俺にだけ甘い』、2019年12月23日初版第1刷発行（12月18日発売[12]）、ISBN 978-4-09-451823-8
  - 『塩対応の佐藤さんが俺にだけ甘い 2』、2020年4月22日初版第1刷発行（4月17日発売[13]）、ISBN 978-4-09-451838-2
  - 『塩対応の佐藤さんが俺にだけ甘い 3』、2020年9月23日初版第1刷発行（9月18日発売[14]）、ISBN 978-4-09-451865-8
  - 『塩対応の佐藤さんが俺にだけ甘い 4』、2021年2月23日初版第1刷発行（2月18日発売[15]）、ISBN 978-4-09-451883-2
  - 『塩対応の佐藤さんが俺にだけ甘い 5』、2021年8月24日初版第1刷発行（8月19日発売[16]）、ISBN 978-4-09-453019-3
  - 『塩対応の佐藤さんが俺にだけ甘い 6』、2022年3月23日初版第1刷発行（3月18日発売[17]）、ISBN 978-4-09-453057-5
  - 『塩対応の佐藤さんが俺にだけ甘い 6.5』、2022年6月22日初版第1刷発行（6月17日発売[18]）、ISBN 978-4-09-453071-1
  - 『塩対応の佐藤さんが俺にだけ甘い 7』、2023年4月23日初版第1刷発行（4月18日発売[19]）、ISBN 978-4-09-453121-3
  - 『塩対応の佐藤さんが俺にだけ甘い 8』、2023年10月18日発売[20]、ISBN 978-4-09-453152-7
  - 『塩対応の佐藤さんが俺にだけ甘い 9』、2024年5月20日発売[21]、ISBN 978-4-09-453190-9
  - 『塩対応の佐藤さんが俺にだけ甘い 10』、2024年12月18日発売[22]、ISBN 978-4-09-453222-7
  - 『塩対応の佐藤さんが俺にだけ甘い 11』、2025年8月20日発売[23]、ISBN 978-4-09-453255-5

### 漫画
- 猿渡かざみ（原作）・Aちき（キャラクター原案）・鉄山かや（作画） 『塩対応の佐藤さんが俺にだけ甘い@comic』 小学館〈裏少年サンデーコミックス〉、既刊9巻（2024年11月12日現在）
  1. 2020年9月18日発売[24][25]、ISBN 978-4-09-850249-3
  2. 2021年2月19日発売[26]、ISBN 978-4-09-850458-9
  3. 2021年8月18日発売[27]、ISBN 978-4-09-850673-6
  4. 2022年3月18日発売[28]、ISBN 978-4-09-851032-0
  5. 2022年10月12日発売[29]、ISBN 978-4-09-851334-5
  6. 2023年4月18日発売[30]、ISBN 978-4-09-852013-8
  7. 2023年10月12日発売[31]、ISBN 978-4-09-852868-4
  8. 2024年4月18日発売[32]、ISBN 978-4-09-853210-0
  9. 2024年11月12日発売[33]、ISBN 978-4-09-853702-0